# Свинківка (станція)
Свинківка — проміжна залізнична станція 5-го класу Сумської дирекції Південної залізниці на електрифікованій лінії Полтава-Південна — Люботин між станціями Вакулинці (4 км) та Божків (9 км). Розташована в селі Новоселівка Полтавського району Полтавської області.

## Історія
Станція відкрита 1908 року на вже існуючій лінії Полтава — Люботин з 1871 року. Назва станції походить від однойменної річки Свинківка, що тече неподалік.
Залізничний вокзал був побудований у 1942 році, капітальний ремонт здійснено у 2002 році.
У 1962 році введено в експлуатацію двоколійну дільницю Люботин-Західний — Свинківка.
11 липня 2002 року відкритий швидкісний рух з Києва до Харкова. 29 грудня 2004 року завершена електрифікація дільниці Вакулинці — Божків змінним струмом (~25 кВ).

## Пасажирське сполучення
На станції Свинківка зупиняються приміські електропоїзди до станцій Полтава-Південна, Коломак та Огульці.